# Ivar Dominik
Ivar Dominik (ur. 12 września 1964 we Wrocławiu) – polski gitarzysta i basista rockowy, DJ, właściciel sklepu muzycznego „Rocky”.

## Życiorys
Jest samoukiem. Debiutował jako basista zespołu Jack B.M.I. (1980–1982), który współtworzył razem z gitarzystą Maciejem Walterbachem, kontrabasistą Krzysztofem Steciem i perkusistą Markiem Śmidorowiczem. Formacja wystąpiła na III Festiwalu Muzyki Młodej Generacji w Jarocinie. Następnie, już jako gitarzysta grał w grupie Fairport z Krzysztofem Steciem (kontrabas) i Krzysztofem Kaczorowskim (perkusja, śpiew). W latach 1982–1988 był członkiem zespołu Test Fobii, który w 1985 roku został laureatem Festiwalu Muzyków Rockowych w Jarocinie. W tym okresie gitarzysta występował na wielu polskich festiwalach, zaś w latach 1986–1987 także w Rosji. Kolejno w latach 1986–1990 grał w dwóch lubelskich formacjach: Fandango i Los Fiejos. W roku 2001 powołał do życia duet pod nazwą Sahel, a następnie Grubochudagrupa wraz z gitarzystą Zbigniewem Czujko. W marcu 2014 roku założył trio Tanagram i duet Duogram. Pracuje też jako DJ i od 1990 roku prowadzi własny sklep muzyczny „Rocky”, który mieści się w Spółdzielczym Domu Handlowym „Feniks” we Wrocławiu.

## Dyskografia
- Sahel – Od zmierzchu do świtu (CD, 2001)

## Sprzęt

### Gitary
- Defil Jola 22
- Jolana
- Kopia gitary marki Gibson, produkcji Jerzego Jakubiszyna
- Różne kopie gitar marki Fender i Gibson
- Quest
- Squier Stratocaster
- Squier Telecaster
- Ibanez Les Paul 1977
- Fender Stratocaster USA 1978
- Gibson Platinum
- Epiphone Les Paul Special Lomited Edition
- Składak z leworęcznym gryfem

### Gitary elektroakustyczne
- Yamaha 6 i 12-strunowa oraz gitary klasycznej różnych marek

### Gitary basowe
- Jolana
- Burns
- Fretless 4-strunowy lutniczy, produkcji Wiesława Długosza
- Fretless 5-strunowy GMR (kopia Warwicka)

### Efekty gitarowe
- Flangery i Chorusy – głównie firmy Ibanez
- Delaye marek Digitech i TC Electronic
- Wah-wah marki Ibanez Wheeping Demon
- Wah-wah i volume pedal Mr. Cry Baby
- Tremolo marek: Exar, Super Shifter Boss, Noise Suppressor Boss, Boss Compressor Sustainer Cs-3, Bass Equalizer Ibanez Compressor